# Список российских футбольных клубов по количеству болельщиков
В данной статье представлен список футбольных клубов России по количеству болельщиков. В нём перечислены российские футбольные клубы с указанием оценок количества болельщиков для каждого клуба. Для включения в список команда должна быть упомянута в одном из следующих видов исследований: опросы, оценки независимых агентств, исследования социальных сетей, статистика поисковых систем.
На основе данных различных источников можно выделить клубы, регулярно составляющие первую тройку по популярности: «Зенит», «Спартак» и ЦСКА. Как правило, в различных исследованиях далее следуют «Динамо», «Краснодар», «Локомотив», «Ростов» и «Рубин».

## Оценки количества болельщиков
По оценке портала championat.com, в сезоне-2017/18 количество поклонников РФПЛ составило около 8,5 — 8,7 миллионов жителей Российской федерации. В данную оценку включены те болельщики, которые в течение сезона периодически следят за ходом чемпионата страны и любым из доступных способов смотрели его матчи или обзоры. При этом аудитория РФПЛ составляет 6,5 % от населения старше десяти лет, что существенно ниже среднего значения для стран УЕФА (19 %), а также показателей таких футбольных федераций, как Англия, Испания, Италия, Нидерланды (30 %).
Для сравнения, на пике интереса к чемпионату России в 2008 году аудитория РФПЛ составляла около 12 % населения..
| Место | Клуб                         | Доля в сезоне 2005 | Количество болельщиков в сезоне 2005, человек | Доля в сезоне 2015/16 | Количество болельщиков в сезоне 2015/16, человек | Доля болельщиков клуба среди всей аудитории РФПЛ 2017/18 | Количество болельщиков в сезоне 2017/18, человек |
| ----- | ---------------------------- | ------------------ | --------------------------------------------- | --------------------- | ------------------------------------------------ | -------------------------------------------------------- | ------------------------------------------------ |
| 1     | Спартак                      | 17,70 %            | 2 301 000                                     | 20,90 %               | 1 651 100                                        | 22,80 %                                                  | 1 960 800                                        |
| 2     | Зенит                        | 8,70 %             | 131 000                                       | 19,80 %               | 1 564 200                                        | 18,50 %                                                  | 1 591 000                                        |
| 3     | ЦСКА                         | 10,00 %            | 1 300 000                                     | 15,10 %               | 1 192 900                                        | 13,90 %                                                  | 1 195 400                                        |
| 4     | Локомотив                    | 8,50 %             | 1 105 000                                     | 5,10 %                | 402 900                                          | 4,80 %                                                   | 412 800                                          |
| 5     | Краснодар                    | -                  | -                                             | 2,40 %                | 189 600                                          | 4,70 %                                                   | 404 200                                          |
| 6     | Динамо                       | 6,20 %             | 806 000                                       | 5,20 %                | 410 800                                          | 4,20 %                                                   | 361 200                                          |
| 7     | Ростов                       | 3,10 %             | 403 000                                       | 3,10 %                | 244 900                                          | 4,10 %                                                   | 352 600                                          |
| 8     | Рубин                        | 3,50 %             | 455 000                                       | 3,70 %                | 292 300                                          | 3,70 %                                                   | 318 200                                          |
| 9     | Анжи                         | -                  | -                                             | 3,30 %                | 260 700                                          | 2,60 %                                                   | 223 600                                          |
| 10    | Урал                         | -                  | -                                             | 2,50 %                | 197 500                                          | 2,50 %                                                   | 215 000                                          |
| 11    | Ахмат                        | 2,30 %             | 299 000                                       | 2,40 %                | 189 600                                          | 2,50 %                                                   | 215 000                                          |
| 12    | Амкар                        | 2,30 %             | 299 000                                       | 2,30 %                | 181 700                                          | 2,40 %                                                   | 206 400                                          |
| 13    | СКА-Хабаровск                | -                  | -                                             | -                     | -                                                | 2,00 %                                                   | 172 000                                          |
| 14    | Уфа                          | -                  | -                                             | 1,50 %                | 118 500                                          | 1,90 %                                                   | 163 400                                          |
| 15    | Арсенал                      | -                  | -                                             | -                     | -                                                | 1,30 %                                                   | 111 800                                          |
| 16    | Тосно                        | -                  | -                                             | -                     | -                                                | 0,30 %                                                   | 25 800                                           |
| -     | Нет клубных предпочтений     | 24,40 %            | 3 172 000                                     | 5,20 %                | 410 800                                          | 7,80 %                                                   | 670 800                                          |
| -     | Вся аудитория РФПЛ (человек) | 13 000 000         | 11 271 000                                    | 7 900 000             | 7 307 500                                        | 8 600 000                                                | 8 600 000                                        |

Примечание. Рейтинг популярности клубов основан на мониторинге аудитории болельщиков России в возрасте 10 и более лет за период 2001—2017 годов. «Сформирован по результатам комплексного, системного анализа данных различных региональных и федеральных опросов и медиаизмерений, статистики Интернет-ресурсов и иных профильных исследований и отчётов, характеризующих количество, активность и клубные симпатии отечественных любителей футбола)».
При этом в нейтральных регионах (в регионах России, где нет клубов РПЛ) популярность команд по состоянию на сезон 2017/18 составляла:
| Место | Клуб                            | Доля болельщиков клуба от всех поклонников РФПЛ из нейтральных регионов |
| ----- | ------------------------------- | ----------------------------------------------------------------------- |
| 1     | Спартак                         | 38,20 %                                                                 |
| 2     | ЦСКА                            | 22,40 %                                                                 |
| 3     | Нет клубных предпочтений        | 16,10 %                                                                 |
| 4     | Зенит                           | 12,20 %                                                                 |
| 5     | Локомотив                       | 3,60 %                                                                  |
| 6     | Динамо                          | 2,40 %                                                                  |
| -     | Все остальные 11 клубов в сумме | 5,10 %                                                                  |

## Популярность в поисковых системах
Яндекс в 2017 году опубликовал исследование запросов о футбольных матчах, в котором определил, какими российскими клубами интересуются жители разных городов. Единственный клуб ФНЛ сезона 2016/17, который может сравниться с командами РФПЛ по количеству болельщиков, — это «Динамо». Игры «Динамо» интересовали больше пользователей, чем матчи «Терека» и «Томи».
| Место | Клуб           | Дивизион на момент исследования |
| ----- | -------------- | ------------------------------- |
| 1     | Спартак        | РФПЛ                            |
| 2     | Зенит          | РФПЛ                            |
| 3     | ЦСКА           | РФПЛ                            |
| 4     | Ростов         | РФПЛ                            |
| 5     | Локомотив      | РФПЛ                            |
| 6     | Анжи           | РФПЛ                            |
| 7     | Краснодар      | РФПЛ                            |
| 8     | Арсенал        | РФПЛ                            |
| 9     | Крылья Советов | РФПЛ                            |
| 10    | Рубин          | РФПЛ                            |
| 11    | Амкар          | РФПЛ                            |
| 12    | Урал           | РФПЛ                            |
| 13    | Оренбург       | РФПЛ                            |
| 14    | Уфа            | РФПЛ                            |
| 15    | Динамо         | ФНЛ                             |
| 16    | Терек          | РФПЛ                            |
| 17    | Томь           | РФПЛ                            |

Примечание. Рейтинг составлен по данным поиска «Яндекса», июль 2016— апрель 2017. Составители рейтинга использовали запросы о футбольных матчах, содержащие названия двух команд: взяли все подобные запросы, заданные в день каждого матча чемпионата России, а также в течение двух дней до и после него. Матчи еврокубков и Кубка России не учитывали.
В 2019 году Яндекс опубликовал обновленный вариант исследования запросов, в котором учитывались только клубы РПЛ. На первом месте по общему числу болельщиков в России оказался «Спартак», на втором — «Зенит». ЦСКА — на третьем месте. Остальные клубы значительно уступили в популярности тройке лидеров, а разрывы между их позициями небольшие.
| Место | Клуб           |
| ----- | -------------- |
| 1     | Спартак        |
| 2     | Зенит          |
| 3     | ЦСКА           |
| 4     | Локомотив      |
| 5     | Ростов         |
| 6     | Краснодар      |
| 7     | Динамо         |
| 8     | Крылья Советов |
| 9     | Арсенал        |
| 10    | Рубин          |
| 11    | Оренбург       |
| 12    | Урал           |
| 13    | Уфа            |
| 14    | Ахмат          |
| 15    | Тамбов         |
| 16    | Сочи           |

Примечание. Рейтинг составлен по данным поиска «Яндекса», 2018 — июль 2019. О том, кому симпатизирует пользователь, судили по тому, матчи какой команды он ищет в Яндексе чаще всего.

## Социальные сети
Одним из инструментов оценки количества болельщиков является анализ социальных сетей, в которых представлены клубы. При этом используются как методики простого пересчета подписчиков во всех официальных аккаунтах в социальных сетях, так и более сложные методики, учитывающие активность подписчиков на странице сообщества в социальной сети.
По данным исследований championat.com, «Спорт-Экспресса», издания «Спорт день за днем» и агентств РИАБ, Weekend Agency, Sellout Sport System, клубы имеют следующую динамику в социальных сетях по суммарному количеству подписчиков (таблица отсортирована по данным агентства "Sellout Sport System за 2019 год как наиболее актуальным):
| Клуб           | 2012 (championat.com, 27 декабря 2012) | 2012 (championat.com, 27 декабря 2012) | 2014 («Спорт-Экспресс», 14 января 2014), подписчиков) | 2015 («Спорт-Экспресс», 26 Февраля 2015), подписчиков | 2017 (РИАБ, 21 августа 2017 года), подписчиков | 2017 («Спорт день за днем», 3 декабря 2017), подписчиков | 2018 (Weekend Agency, 14 марта 2018), подписчиков | 2019 (Sellout Sport System, 22 мая 2019), подписчиков | 2019 (Sellout Sport System, 22 мая 2019), подписчиков | 2019 (soccer.ru), подписчиков |
| Клуб           | начало 2012 года                       | конец 2012 года                        | 2014 («Спорт-Экспресс», 14 января 2014), подписчиков) | 2015 («Спорт-Экспресс», 26 Февраля 2015), подписчиков | 2017 (РИАБ, 21 августа 2017 года), подписчиков | 2017 («Спорт день за днем», 3 декабря 2017), подписчиков | 2018 (Weekend Agency, 14 марта 2018), подписчиков | начало сезона 2018/19 (лето 2018 года)                | 13 мая 2019                                           | 2019 (soccer.ru), подписчиков |
| -------------- | -------------------------------------- | -------------------------------------- | ----------------------------------------------------- | ----------------------------------------------------- | ---------------------------------------------- | -------------------------------------------------------- | ------------------------------------------------- | ----------------------------------------------------- | ----------------------------------------------------- | ----------------------------- |
| Зенит          | 507 500                                | 780 500                                | 1 190 000                                             | 1 894 941                                             | 3 240 627                                      | 3 050 000                                                | 3 076 000                                         | 3 389 300                                             | 3 800 000                                             | 3 802 000                     |
| Спартак        | 432 000                                | 621 200                                | 884 000                                               | 1 662 244                                             | 2 661 851                                      | 1 840 000                                                | 2 617 000                                         | 2 794 500                                             | 3 000 000                                             | 3 043 000                     |
| ЦСКА           | 72 500                                 | 185 500                                | 332 000                                               | 798 541                                               | 1 930 204                                      | 1 907 000                                                | 1 994 000                                         | 2 100 800                                             | 2 400 000                                             | 1 810 000                     |
| Локомотив      | 36 300                                 | 59 600                                 | 89 900                                                | 218 525                                               | 758 717                                        | 720 000                                                  | 800 000                                           | 881 200                                               | 982 300                                               | 995 000                       |
| Краснодар      | 4500                                   | 19 500                                 | 33 000                                                | 145 184                                               | 511 681                                        | 492 000                                                  | 518 000                                           | 575 100                                               | 678 600                                               | 691 000                       |
| Ростов         | 8000                                   | 16 520                                 | 30 000                                                | 108 043                                               | 487 750                                        | 545 000                                                  | нет данных                                        | 516 200                                               | 539 000                                               | 540 000                       |
| Рубин          | 54 600                                 | 69 400                                 | 94 600                                                | 255 802                                               | 522 144                                        | 1 150 000                                                | 484 000                                           | 531 300                                               | 511 000                                               | 523 000                       |
| Динамо         | 12 000                                 | 29 200                                 | 49 000                                                | 153 613                                               | 455 491                                        | 450 000                                                  | 442 000                                           | 472 700                                               | 476 200                                               | 477 000                       |
| Анжи           | 43 700                                 | 74 900                                 | 112 600                                               | нет данных                                            | 348 042                                        | 335 000                                                  | 435 000                                           | 397 800                                               | 380 200                                               | нет данных                    |
| Урал           | нет данных                             | нет данных                             | 12 000                                                | 57 828                                                | 190 336                                        | 190 000                                                  | нет данных                                        | 206 800                                               | 217 300                                               | 220 000                       |
| Крылья Советов | 950                                    | 37 100                                 | 36 250                                                | нет данных                                            | нет данных                                     | нет данных                                               | нет данных                                        | 177 100                                               | 187 200                                               | 188 000                       |
| Ахмат          | 860                                    | 2210                                   | 8500                                                  | 52 506                                                | 174 909                                        | 210 000                                                  | нет данных                                        | 168 400                                               | 178 400                                               | 178 000                       |
| Уфа            | нет данных                             | нет данных                             | нет данных                                            | 23 799                                                | 89 122                                         | 90 000                                                   | нет данных                                        | 114 800                                               | 138 400                                               | 139 000                       |
| Енисей         | нет данных                             | нет данных                             | нет данных                                            | нет данных                                            | нет данных                                     | нет данных                                               | нет данных                                        | 91 200                                                | 108 600                                               | нет данных                    |
| Арсенал        | нет данных                             | нет данных                             | нет данных                                            | 14 716                                                | 47 496                                         | 56 000                                                   | нет данных                                        | 67 100                                                | 84 600                                                | 66 000                        |
| Оренбург       | нет данных                             | нет данных                             | нет данных                                            | нет данных                                            | нет данных                                     | нет данных                                               | нет данных                                        | 54 400                                                | 67 900                                                | 70 000                        |
| Тамбов         | нет данных                             | нет данных                             | нет данных                                            | нет данных                                            | нет данных                                     | нет данных                                               | нет данных                                        | нет данных                                            | нет данных                                            | 30 000                        |
| Сочи           | нет данных                             | нет данных                             | нет данных                                            | нет данных                                            | нет данных                                     | нет данных                                               | нет данных                                        | нет данных                                            | нет данных                                            | 15 000                        |
| Амкар          | 12 590                                 | 30 020                                 | 49 000                                                | 111 195                                               | 223 726                                        | 228 000                                                  | 223 000                                           | нет данных                                            | нет данных                                            | нет данных                    |
| Тосно          | нет данных                             | нет данных                             | нет данных                                            | нет данных                                            | 33 905                                         | 37 000                                                   | нет данных                                        | нет данных                                            | нет данных                                            | нет данных                    |
| СКА-Хабаровск  | нет данных                             | нет данных                             | нет данных                                            | нет данных                                            | 22 962                                         | 27 000                                                   | нет данных                                        | нет данных                                            | нет данных                                            | нет данных                    |
| Кубань         | 18 500                                 | 30 100                                 | 76 500                                                | 115 228                                               | нет данных                                     | нет данных                                               | нет данных                                        | нет данных                                            | нет данных                                            | нет данных                    |
| Мордовия       | нет данных                             | 9500                                   | нет данных                                            | 20 862                                                | нет данных                                     | нет данных                                               | нет данных                                        | нет данных                                            | нет данных                                            | нет данных                    |
| Торпедо        | нет данных                             | нет данных                             | нет данных                                            | 7590                                                  | нет данных                                     | нет данных                                               | нет данных                                        | нет данных                                            | нет данных                                            | нет данных                    |
| Волга          | 7000                                   | 15 400                                 | 27 500                                                | нет данных                                            | нет данных                                     | нет данных                                               | нет данных                                        | нет данных                                            | нет данных                                            | нет данных                    |
| Томь           | нет данных                             | нет данных                             | 27 100                                                | нет данных                                            | нет данных                                     | нет данных                                               | нет данных                                        | нет данных                                            | нет данных                                            | нет данных                    |
| Алания         | нет данных                             | 5500                                   | нет данных                                            | нет данных                                            | нет данных                                     | нет данных                                               | нет данных                                        | нет данных                                            | нет данных                                            | нет данных                    |

Примечания. Ни в одном из представленных исследований не производится оценка пересечения аудиторий каждого клуба в различных социальных сетях.
В рейтинге за 2012 год, основанном на публикации championat.com, представлено суммарное количество подписчиков в трёх социальных сетях: «ВКонтакте», Facebook, Twitter.
Методика издания «Спорт-Экспресс» от 2014 года имеет следующие особенности: приведенная статистика учитывает только официальные сообщества и страницы клубов премьер-лиги на сайтах «ВКонтакте», Facebook, Twitter, и Instagram. В статистике учитывалось: «ВКонтакте» — количество подписчиков; Facebook — количество тех, кому страница «нравится»; Twitter — количество читателей, Instagram — количество читателей (цифры округлены). Количество подписчиков во всех перечисленных социальных сетях суммируется.
Методика издания «Спорт-Экспресс» от 2015 года имеет следующие особенности: приведенная статистика учитывает только официальные сообщества и страницы клубов премьер-лиги на сайтах «ВКонтакте», Facebook, Twitter, Instagram и YouTube (данные за 24 — 25 февраля 2015 года); количество подписчиков во всех перечисленных социальных сетях суммируется.
Методика издания «Спорт день за днем» от 2017 года подразумевает подсчет суммарного количества подписчиков клубов-участнииков РФПЛ во «ВКонтакте», Facebook, Twitter, Instagram на момент выхода материала (3 декабря 2017 года).
Российское исследовательское агентство блогеров (РИАБ) составило рейтинг на основе активности подписчиков официальных сообществ клубов РФПЛ сезона 2017—2018 в пяти социальных сетях («ВКонтакте», Facebook, Twitter, Instagram, YouTube). Исследование проводилось в период с 1 июня по 21 августа 2017 года (первые семь туров первенства). В таблице указано количество подписчиков каждого клуба, попавшего в исследование. Рейтинг популярности от того же агентства в текущей статье не приведен, так как методика его расчета не описана.
В исследовании Weekend Agency от 14 марта 2018 упомянуты данные только по 9 клубам. Количество подписчиков зафиксировано для четырёх социальных сетей: «ВКонтакте», Facebook, Twitter, Instagram.
В рейтинге Sellout Sport System 2019 учтены данные по количеству подписчиков в Twitter, Facebook, Instagram, Youtube и «ВКонтакте» в конце сезона РПЛ 2018—2019 (13 мая 2019).
В рейтинге Soccer.ru учтены данные по количеству подписчиков в Twitter, Facebook, Instagram, Youtube и «ВКонтакте» в июне 2019 года.

## Опросы болельщиков

### ВЦИОМ
Регулярные опросы жителей России, интересующихся футболом проводит ВЦИОМ. Так в 2012 году, по данным, лидером по популярности среди российских болельщиков был санкт-петербургский «Зенит» (26 % опрошенных), следом шли московские «Спартак» (14 %) и ЦСКА (13 %), далее «Локомотив» (6 %), «Динамо» и «Анжи» (по 5 %).
В 2016 году, по результатам опроса, проведенного также ВЦИОМ, «Зенит» снова стал самым популярным клубом России (13 % опрошенных), у «Спартак» и ЦСКА по 8 %. По результатам опросов ВЦИОМ заметно общее снижение количества клубных болельщиков с 2010 года.
| Клуб                                                      | 2005       | 2008       | 2010       | 2011       | 2012       | 2013       | 2015       | 2016       |
| --------------------------------------------------------- | ---------- | ---------- | ---------- | ---------- | ---------- | ---------- | ---------- | ---------- |
| Зенит                                                     | 8 %        | нет данных | 22 %       | 28 %       | 26 %       | 21 %       | 15 %       | 13 %       |
| Спартак                                                   | нет данных | 14 %       | 17 %       | 20 %       | 14 %       | 17 %       | 15 %       | 8 %        |
| ЦСКА                                                      | нет данных | нет данных | 14 %       | 17 %       | 13 %       | 17 %       | 12 %       | 8 %        |
| Локомотив                                                 | нет данных | нет данных | нет данных | 7 %        | 6 %        | нет данных | нет данных | нет данных |
| Ростов                                                    | нет данных | нет данных | нет данных | нет данных | нет данных | 3 %        | 3 %        | 2 %        |
| Краснодар                                                 | нет данных | нет данных | нет данных | нет данных | нет данных | нет данных | 1 %        | 2 %        |
| Динамо                                                    | нет данных | нет данных | нет данных | 5 %        | 5 %        | нет данных | нет данных | нет данных |
| Анжи                                                      | нет данных | нет данных | нет данных | нет данных | 5 %        | нет данных | нет данных | нет данных |
| Крылья Советов                                            | нет данных | нет данных | нет данных | 5 %        | нет данных | нет данных | нет данных | нет данных |
| Спартак Нальчик                                           | нет данных | нет данных | нет данных | 4 %        | нет данных | нет данных | нет данных | нет данных |
| Рубин                                                     | нет данных | нет данных | нет данных | 2 %        | нет данных | нет данных | нет данных | нет данных |
| Другой клуб                                               | нет данных | нет данных | 19 %       | нет данных | нет данных | 29 %       | 26 %       | 15 %       |
| Не болею ни за один клуб, ни один из клубов не симпатичен | нет данных | нет данных | 18 %       | нет данных | нет данных | 13 %       | 28 %       | 52 %       |

Примечание. Опросы ВЦИОМ проводятся на территории Российской Федерации.

### Sport+Markt
По данным кёльнской компании Sport+Markt, на основании опросов, проводимых в Европе (в том числе в России), в рейтинге самых популярных клубов Европы присутствует три российских команды:
| Клуб и его место в рейтинге | 2007 год (миллионов человек) | 2008 год (миллионов человек) | 2010 год (миллионов человек) |
| --------------------------- | ---------------------------- | ---------------------------- | ---------------------------- |
| 10. Зенит                   | 15,3 млн                     | 24,0 млн                     | 12,6 млн                     |
| 11. Спартак                 | 13,5 млн                     | 8,1 млн                      | 9,0 млн                      |
| 15. ЦСКА                    | 6,6 млн                      | 11,1 млн                     | 10,5 млн                     |

Примечание. Методика опроса в 2007 году была следующая. По телефону случайным образом опросили 9600 назвавших себя болельщиками жителей 16 стран Европы (по 600 в каждой стране). Все респонденты ответили на вопрос, за какие два клуба они болеют — у себя в стране и в какой-либо другой европейской.
В России опрос проводился в Москве, Санкт-Петербурге и еще двух-трёх крупных городах. Затем клубные предпочтения (в % от числа опрошенных) умножили на количество футбольных болельщиков. Так количество болельщиков в России Sport+Markt предположили равным 52 миллионам человек.

### Nielsen
По данным компании Nielsen 2011 года, в рейтинге самых популярных клубов в России (включая зарубежные клубы) имеет место следующая расстановка:
| Клуб и его место в рейтинге | Количество поклонников (миллионов человек) | Доля от общего количества, % |
| --------------------------- | ------------------------------------------ | ---------------------------- |
| 1. Зенит                    | 12,6 млн                                   | 23 %                         |
| 2. Спартак                  | 8,2 млн                                    | 12 %                         |
| 3. ЦСКА                     | 6,7 млн                                    | 10 %                         |
| 4. Рубин                    | 2,3 млн                                    | 5 %                          |
| 5. Динамо                   | 1,8 млн                                    | 3 %                          |
| 6. Локомотив                | 1,8 млн                                    | 3 %                          |
| другие клубы                | около 26 млн                               | 44 %                         |
| Итого                       | около 60 млн                               | 100 %                        |

Примечание. Исследование проводилось в 38 крупных городах России по 7 федеральным округам. В рамках исследования были опрошены 19 тысяч человек в возрасте 14-55 лет.
В интервью в январе 2017 года управляющий директор Nielsen Sport в Германии, Австрии и Швейцарии Ян Леман и коммерческий директор Nielsen Russia Олег Мартьянов сообщили следующие данные о популярности российских клубов: у «Зенита» наибольшее число поклонников в России (более 30 % от общего количества болельщиков), у «Спартака» и ЦСКА — 19 % и 17 % соответственно.

### Tiburon Research
По данным онлайн-опроса компании Tiburon Research, проведенного в 2022 году, болельщиками ФК «Зенит» называют себя 14% россиян (на втором месте ФК «Спартак» — 11%, на третьем ПФК ЦСКА — 9%). 
Симпатию к футбольным клубам россияне преимущественно проявляют к российским клубам и лидирующим командам европейских топ-чемпионатов.
| Уровень симпатии к клубу и его место в рейтинге | 2022 год |
| ----------------------------------------------- | -------- |
| 1. Зенит                                        | 30 %     |
| 2. Реал Мадрид                                  | 28 %     |
| 3. Барселона                                    | 28 %     |
| 4. Спартак                                      | 26 %     |
| 5. ЦСКА                                         | 24 %     |
| 6. Бавария                                      | 24 %     |
| 7. Манчестер Юнайтед                            | 23 %     |
| 8. Ювентус                                      | 22 %     |
| 9. Челси                                        | 22 %     |
| 10. Динамо                                      | 17 %     |
| 11. Локомотив                                   | 17 %     |

Примечание. Исследование проводилось среди 4247 респондентов в возрасте 14-60 лет, в городах России с населением более 100 тысяч человек.
В столице жители активно поддерживают московские клубы и клуб из Санкт-Петербурга. Лидером является ФК «Спартак» (21%), далее идут ПФК ЦСКА (15%), ФК «Зенит» (7%), ФК «Динамо» (6%) и ФК «Локомотив» (6%).
В Санкт-Петербурге более выражено единообразие футбольных пристрастий — 59% респондентов считают себя болельщиками ФК «Зенит».

## Комментарии
1. ↑  Перечисленные клубы указаны в алфавитном порядке.
2. ↑  Перечисленные клубы указаны в алфавитном порядке.
3. ↑  В период 1958—2017 носил название «Терек».
4. ↑  Клуб расформирован 18 июня 2018 года.
5. ↑  Клуб расформирован 9 июня 2018 года.
6. ↑  Клуб расформирован 18 июня 2018 года.
7. ↑  С 2017 года носит название «Ахмат».
8. ↑  Учтены данные неофициальных сообществ в Facebook и Вконтакте.
9. ↑  В период 1958—2017 носил название «Терек».
10. ↑  Клуб расформирован 18 июня 2018 года.
11. ↑  Клуб расформирован 9 июня 2018 года.
12. ↑  Клуб расформирован 30 мая 2018 года.
13. ↑  Клуб расформирован 15 июня 2016 года.
14. ↑  Клуб снялся с соревнований ФНЛ сезона 2013/2014 17 февраля 2014 года, воссоздан   на базе Алании-Д в 2014 году для участия в первенстве ПФЛ 2014/15.